# 让·维基
让·维基（法語：Jean Wicki，1933年6月18日—2023年6月11日），瑞士男子雪车运动员，1960年开始接触雪车。他曾代表瑞士参加1968年和1972年冬季奥林匹克运动会雪车比赛，获得一枚金牌和二枚铜牌。